# Marine Debauve
Marine Debauve (Dijon, 3 de setembro de 1988) é uma ginasta francesa que competiu em provas de ginástica artística, atualmente competidora da ginástica de trampolim.
Marine iniciou no desporto em 1993, aos cinco anos de idade. Em 2004, aos dezesseis anos, fez sua estreia internacional em competições de grande porte, no Europeu de Amsterdã, no qual encerrou sexta colocada na prova de solo. Ainda em 2004, em sua primeira aparição olímpica, nos Jogos Olímpicos de Atenas, Marine foi à duas finais, mas não obteve medalhas. Na prova coletiva, fora sexta colocada, em prova vencida pelas romenas; no individual geral, somou 37,361 pontos e encerrou na sétima colocação, a norte-americana Carly Patterson, fora a campeã do evento. No ano seguinte, no Europeu de Debrecen, encerrou medalhista de ouro na prova geral e bronze na trave de equilíbrio.
Afastada do desporto, voltou as competições em 2008, nos Jogos Olímpicos de Pequim. Neles, fora sétima colocada na prova coletiva; as chinesas encerraram na primeira colocação. Individualmente, foi 35ª na primeira fase de classificação da trave, não indo à final. Dois anos depois, a ginasta anunciou sua retirada da modalidade artística e passou a competir na ginástica de trampolim. Sua estreia deu-se no mesmo ano, na etapa de Gante da Copa do Mundo, no qual fora quinta posicionada no evento geral.